# 滁宁城际铁路
滁宁城际铁路，運營名宁滁线，又稱南京地铁S4号线、滁州轨道交通1号线或南京至滁河市域（郊）铁路，是连接中华人民共和国江苏省南京市和安徽省滁州市的城际轨道交通线，全长约55公里，其中南京段长约5.7公里。作为南京都市圈轨道交通网的一条线路，该线路被部分媒体称为中国大陸首条跨省城际铁路，曾于2013年被列入由南京都市圈内8座城市共同制定的《南京都市圈区域规划》中，采用市域D型车。线路滁州段一期工程于2018年12月30日开工，二期于2019年12月26日开工，南京段于2021年12月28日正式开工；2023年6月18日，线路一期开通试运营；6月28日，一期、二期工程正式通车。
由于汊河至南京段尚未建成通车，因此滁宁城际铁路目前无法与南京地铁其他线路直接换乘。

## 建设历程
2012年至2013年，《江苏省沿江城市群城际轨道交通线网规划》和《皖江城际铁路网规划研究报告》先后发布，对滁宁轨道交通线网进行了初步的规划。2013年，宁滁城际轨道交通首次出现在《南京都市圈区域规划》中。
2016年12月，宁滁城际（滁州段）先后于1日和13日进行了2次环评公示。2018年12月30日，宁滁城际滁州段建设正式开工。2019年1月，世界银行贷款滁宁城际滁州段环评重新进行公示；2月20日，宁滁城际（滁州段）首桩开钻；4月，线路滁州段二期工程可行性研究报告获批复；5月，世界银行贷款滁宁城际环评全文公示；6月，线路南京段开始进行预可研工作；8月，线路滁州段开始架梁；10月，线路滁州段二期工程初步设计获批复。
2020年，线路二期建设项目正式实质性开工；同年6月，线路一期工程进入桥面施工阶段；9月，宁滁城际苏滁高新区特大桥首个连续梁合龙，同时滁州市政府提议进一步修改完善《南京市人民政府、滁州市人民政府宁滁城际轨道共建补充协议》。2020年10月，线路所属相官车辆段综合楼封顶，线路二期工程第一台盾构机「奋进一号」完成出厂前验收；11月，宁滁城际滁州洪武路段下部主体结构全部施工完成，同月20日上午9时许，“奋进一号”顺利抵达宁滁城际技龙明挖区间，并于2021年1月成功始发。
2020年12月31日上午，滁宁城际铁路开发建设有限公司与南京地铁运营有限责任公司签订《宁滁城际铁路（滁州段）委托运营协议》，将线路委托给南京地铁运营。
2021年6月，中华人民共和国国家发展和改革委员会发布了《长江三角洲地区多层次轨道交通规划》，其中包括南京至滁河市域（郊）铁路。在此之后，江苏省发展改革委先后于同年11月8日和12月1日发布了关于线路可行性研究报告和线路一期工程初步设计的批复、環評公示。2021年12月28日，南京段正式开工。
2022年11月，滁宁城铁（滁州段）首列车接车仪式顺利举行。2023年1月16日，滁宁城际铁路正式开始滁州高铁站至黄牌站区间的热滑实验；同年5月，线路滁州段开始「跑图」作业。2023年6月18日，滁宁城际滁州段举行试乘活动；同月28日上午10点，线路一期、二期工程除张堡站及其他预留站外正式开通运营。

## 线路列车
滁宁城际铁路采用NJS4-01型列车，为市域D型车。厂商型号为南京地铁PM222型。其对和谐号CRH6型电力动车组和地铁A型车的优点进行了有机融合，呈现出“两性三化”特点。每辆列车共4节车厢，每节车厢共设置48个座位；为增加站立空间，座位以横排座椅加纵排座椅形式排列。列车外观以滁州凤画为灵感，桔红色色带从车头上扬至整个车身。列车内将金丝楠木的颜色融入座椅设计，屏风上摘录了《滁州西涧》和《醉翁亭记》中的部分名句；整个车厢营造出「多方胜景，咫尺山林」的审美效果，彰显「一城人文山水，千年诗话滁州」的文化魅力。每节车厢内都配有USB接口充电和手机無線充電设备的多功能区，以便乘客在行车途中给自己的移动设备充電；每个车窗都配备了下拉窗帘，方便乘客遮阳防晒。车厢采用智能检测、智能运维、智能照明等技术，可以根据外界光源强弱调节车内照明强度，有效降低能耗。车内设有垃圾桶。车内多数设施均由鋁合金整体成型，有强度大、重量轻的特点。
列车电气牵引系统采用中车株洲电机制YAJ-51S62-3型鼠笼式三相异步交流牵引电动机以及ABB制CHSR CC750 AC 25kV U A05型IGBT-VVVF逆变器，其中逆变器为主辅一体式牵引辅助变流器，由神州高铁代工。

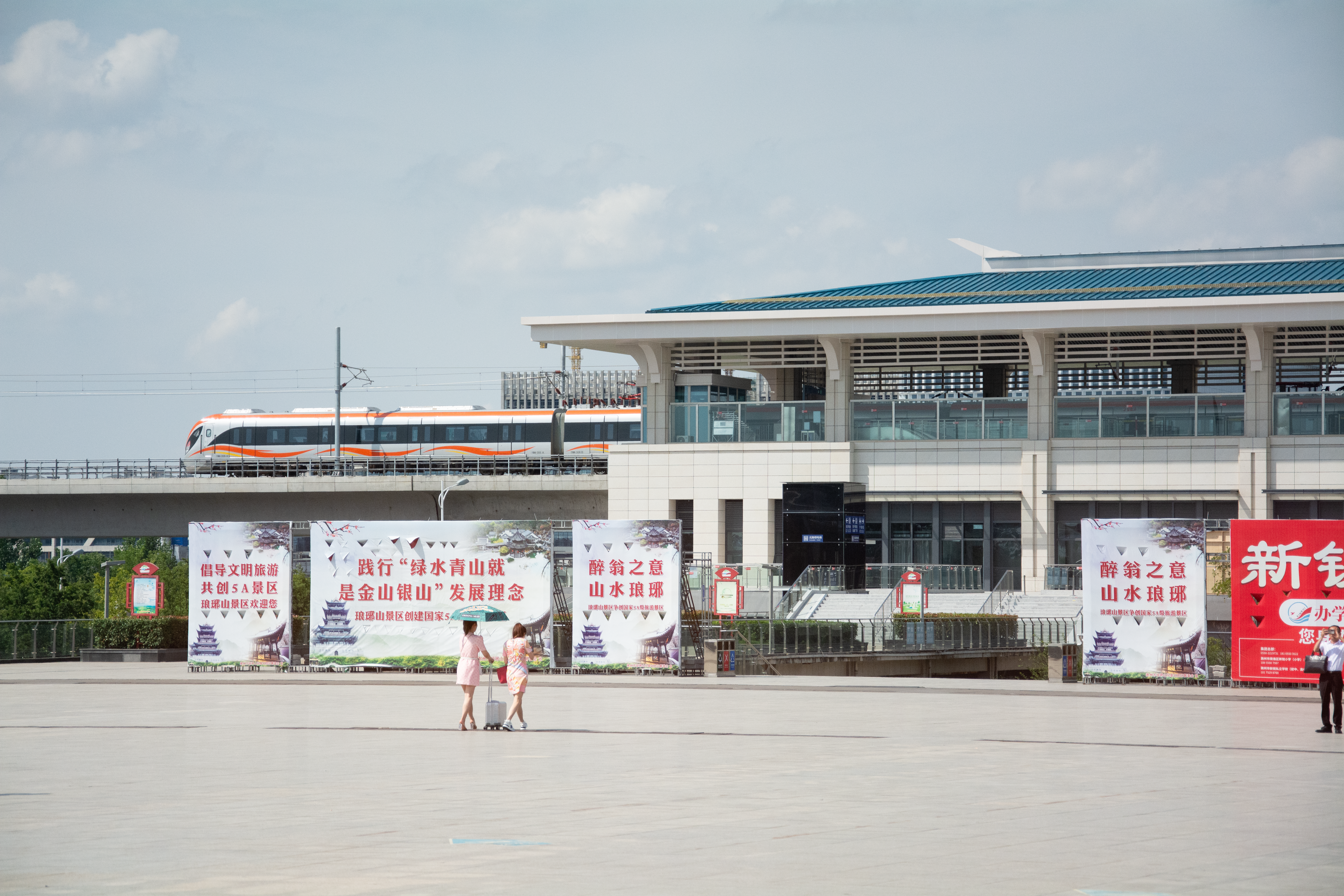
滁宁城际列车驶离滁州高铁站
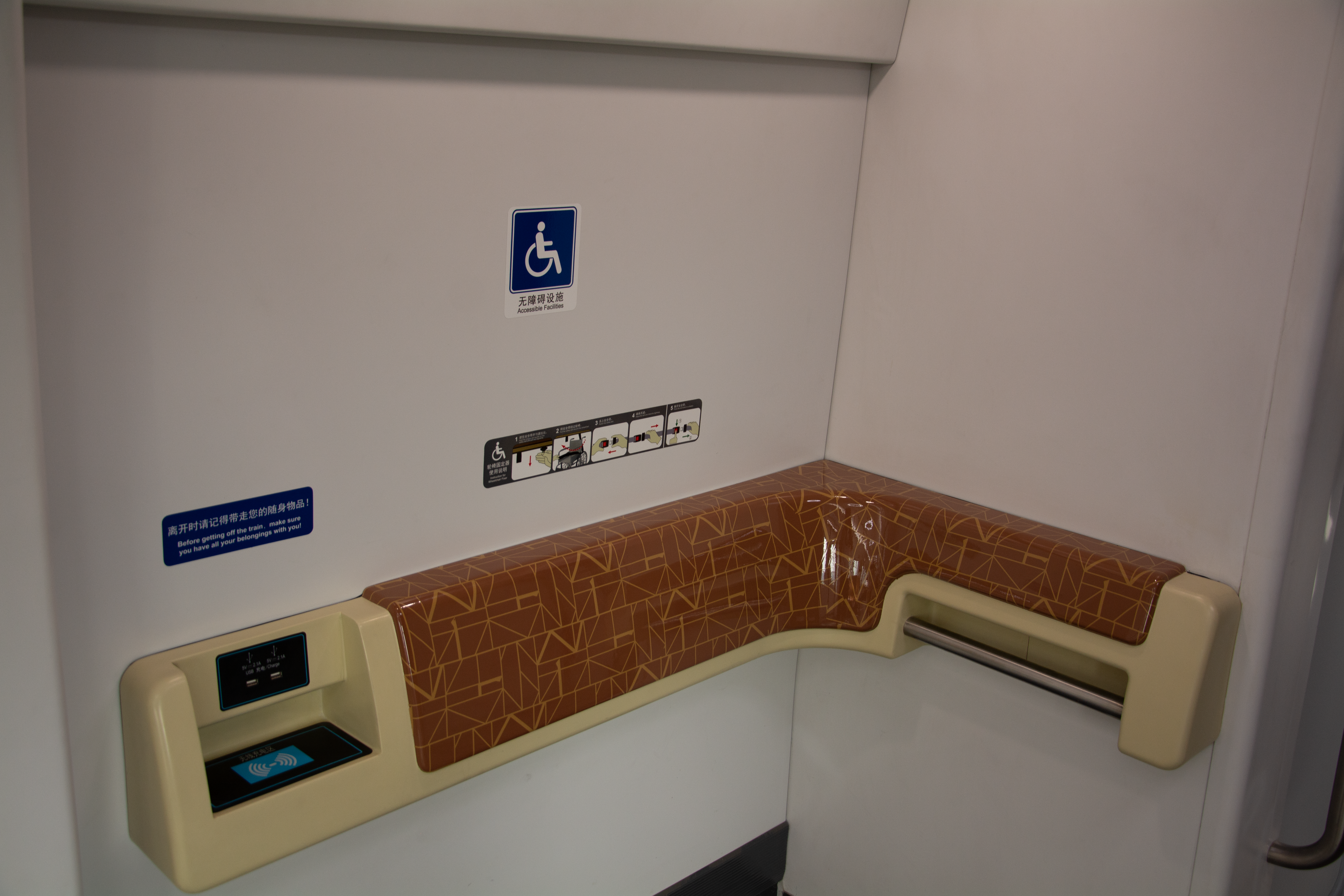
滁宁城际铁路列车中多功能区配有充电处和无障碍设施

## 线路站点
滁宁城际铁路西从滁州高铁站始发，先后经过安徽省滁州市南谯区、琅琊区、来安县和江苏省南京市浦口区，东至南京北站，全长54.7公里。线路全程共17站（3座地下站和14座高架站，17座车站中包括4座预留车站），其中10站已于2023年6月28日开通运营。

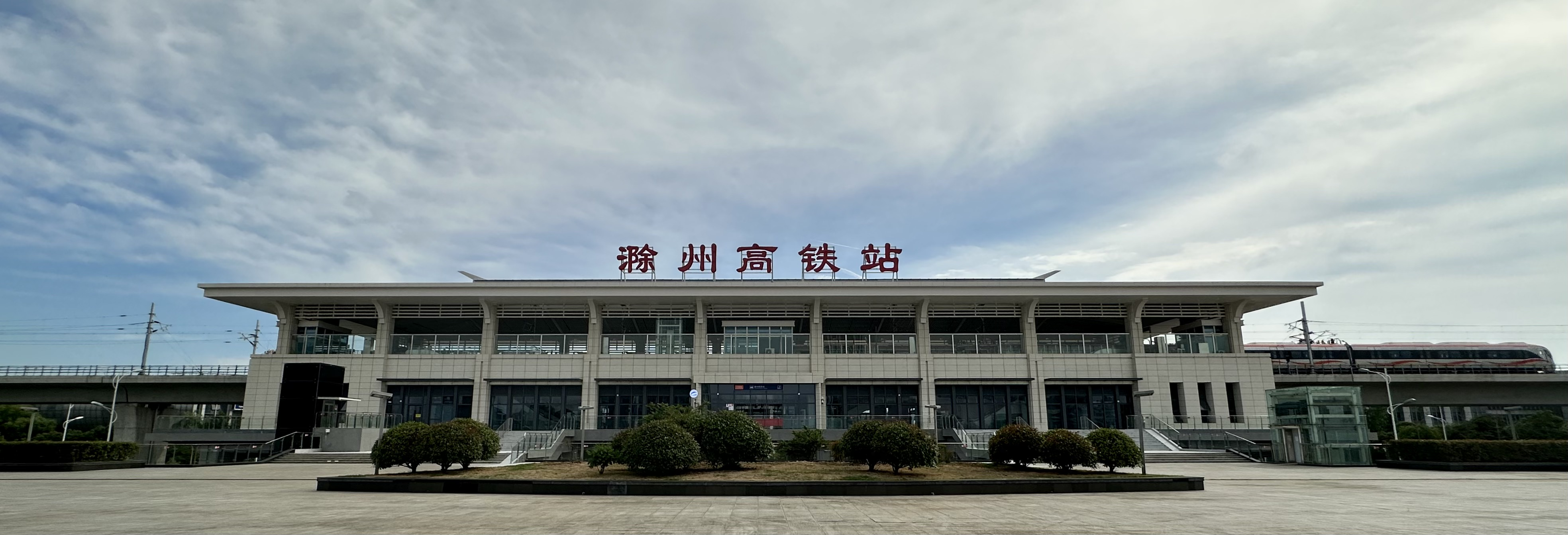
列车驶出滁州高铁站

线路全线运行行车间隔为15分钟。
| 南京至滁州城际铁路车站列表 |              |           |           |                                  |                                                                        |                              |        |                                     |              |              |
| 正式站名                   | 工程名       | 里程 (km) | 站距 (km) | 位置                             | 换乘                                                                   | 车站形式                     | 往汊河 | 往汊河                              | 往滁州高铁站 | 往滁州高铁站 |
| 正式站名                   | 工程名       | 里程 (km) | 站距 (km) | 位置                             | 换乘                                                                   | 车站形式                     | 首班车 | 末班车                              | 首班车       | 末班车       |
| 滁州段                     |              |           |           |                                  |                                                                        |                              |        |                                     |              |              |
| 已运营部分                 |              |           |           |                                  |                                                                        |                              |        |                                     |              |              |
| 滁州高铁站●                | 滁州高铁站   | 0         | -         | 滁州站北侧                       | 滁州轨道交通2号线规划 滁州站                                           | 高架三层路侧侧式             | 06:30  | 21:30（往汊河） 22:00（往十二里半） | 07:20        | 22:20        |
| 腰铺✕                      | 滁阳路南站   | 未开通    | 未开通    | 丰乐大道与滁阳路交叉口           |                                                                        | 高架三层路侧侧式             |        |                                     |              |              |
| 花博园                     | 技术学院站   | 5.9       | 5.9       | 丰乐大道花博园                   |                                                                        | 高架三层路侧侧式（越行站）   | 06:36  | 21:36（往汊河） 22:06（往十二里半） | 07:14        | 22:14        |
| 琅琊山                     | 龙蟠大道站   | 8.8       | 2.9       | 龙蟠大道与丰乐大道交叉路口       |                                                                        | 地下二层岛式                 | 06:38  | 21:38（往汊河） 22:08（往十二里半） | 07:12        | 22:12        |
| 滁州政务中心●              | 市政府站     | 11.3      | 2.5       | 龙蟠大道与南谯中路交叉口         | 滁州轨道交通2号线规划                                                  | 地下二层岛式                 | 06:41  | 21:41（往汊河） 22:11（往十二里半） | 07:09        | 22:09        |
| 担子✕                      | 凤阳北路站   | 未开通    | 未开通    | 龙蟠大道与紫薇路交叉口           |                                                                        | 高架三层路侧侧式             |        |                                     |              |              |
| 苏滁商务中心●              | 友谊路站     | 17.2      | 5.9       | 徽州路（清流河以北）             |                                                                        | 高架三层路中侧式             | 06:48  | 21:48（往汊河） 22:18（往十二里半） | 07:02        | 22:02        |
| 大王郢                     | 苏滁产业园站 | 20.9      | 3.7       | 徽州路与清流路交叉路口           |                                                                        | 高架三层路中侧式             | 06:51  | 21:51（往汊河） 22:21（往十二里半） | 06:59        | 21:59        |
| 林楼                       | 示范园站     | 23.5      | 2.6       | 扬子路与苏滁大道交叉路口         |                                                                        | 高架三层路中双岛式（待避站） | 06:54  | 21:54（往汊河） 22:24（往十二里半） | 06:56        | 21:56        |
| 水口✕                      | 来安南站     | 未开通    | 未开通    | 新城大道来河东                   |                                                                        | 高架三层路中侧式             |        |                                     |              |              |
| 十二里半                   | 相官北站     | 33.4      | 9.9       | 水口镇                           |                                                                        | 高架三层路中侧式（越行站）   | 07:05  | 22:05（往汊河） 22:35（往十二里半） | 06:45        | 21:45        |
| 相官✕●                     | 相官镇站     | 未开通    | 未开通    | 相官镇                           |                                                                        | 高架三层路中侧式             |        |                                     |              |              |
| 汊河新城                   | 汊河新城站   | 43.0      | 9.6       | 黄牌镇                           |                                                                        | 高架三层路中侧式             | 07:16  | 22:16                               | 06:34        | 21:34        |
| 汊河                       | 汊河镇站     | 46.2      | 3.2       | 汊河镇                           |                                                                        | 高架三层路中侧式（越行站）   | 07:20  | 22:20                               | 06:30        | 21:30        |
| 未运营部分                 |              |           |           |                                  |                                                                        |                              |        |                                     |              |              |
| 张堡■                      |              | 未开通    | 未开通    | 汊河-顶山毗邻地区                |                                                                        | 高架三层路侧侧式             |        |                                     |              |              |
| 南京段（未投入运营）       |              |           |           |                                  |                                                                        |                              |        |                                     |              |              |
| 盘城■●                     | 北斗产业园站 | 未开通    | 未开通    | 龙山南路与规划华彩路交叉路口南侧 |                                                                        | 高架二层侧式                 |        |                                     |              |              |
| 南京北站■●                 |              | 未开通    | 未开通    | 规划站南路北侧                   | █ 3号线北延规划 █ 4号线三期规划 █ 15号线规划 █ 18号线规划 南京北站规划 | 地下三层侧式                 |        |                                     |              |              |

图例：
- ●：规划中的快车停靠站；
- ✕：预留车站，所有列车均不停靠；
- ■：未开工的车站；

## 延伸阅读
- 滁州市城市轨道交通列表
- 来宁公交换乘中心